# Jeunes-Ottomans
Ne doit pas être confondu avec Jeunes-Turcs.
Les Jeunes-Ottomans (turc : Yeni Osmanlılar) étaient une société secrète et réformatrice ottomane, née au milieu du XIXe siècle, qui a longuement milité en faveur d'une profonde réforme de l'Empire ottoman.
Inspiré par les carbonari, et la franc-maçonnerie française, le mouvement prône l'application de réformes sur le modèle européen, tout en respectant l'héritage et les valeurs islamiques de l'Empire. 
Proches des philosophes des Lumières, dont ils traduisent les œuvres, les Jeunes-Ottomans défendent un patriotisme progressiste, et une monarchie démocratique et constitutionnelle dont le modèle est pour eux la France de Napoléon III.
Ils exposent leurs idées réformistes par la voie du journal Tasvir-i Efkâr d'İbrahim Şinasi, et utilisent le théâtre populaire pour toucher le plus large public possible.
Leur militantisme politique ne manque pas de leur attirer l'inimitié du gouvernement, qui les contraint en 1860 à l'exil. Ils s'installent à Paris. 
Ce n'est que dix ans plus tard, après le retrait des grands vizirs Ali et Fouad, qu'ils retrouvent leur pays.
Proches du Grand Orient de France qui avait un réseau très puissant dans la région, ils continuent à militer en faveur d'une stricte séparation des pouvoirs et d'une monarchie libérale. 
En 1876, le grand vizir Midhat Pacha, aidé par Namık Kemal, entreprend la rédaction de la première constitution de l'histoire de l'Empire ottoman, connue plus tard sous le nom de Constitution ottomane de 1876. Inspirée des constitutions française, belge et prussienne, elle sera profondément amendée par le sultan Abdulhamid II, avant d'être abrogée.
Les troubles dans l'Empire, et l'abrogation de la constitution, entraînent la création de la société secrète des Jeunes-Turcs en 1889, qui poursuit le combat en faveur de l'établissement d'une monarchie constitutionnelle.

## Membres importants
- Agah Efendi (1832-1885), fondateur du premier journal turc et créateur du timbre poste ottoman ;
- Namık Kemal, traducteur et penseur du nationalisme turc ;
- Midhat Pacha, rédacteur de la Première constitution de l'Empire ottoman ;
- İbrahim Şinasi, journaliste et écrivain progressiste ;
- Ziya Pacha, écrivain, traducteur et administrateur.

## Sources
- Paul Dumont, La franc-maçonnerie ottomane et les « idées françaises » à l'époque des Tanzimat, Revue des mondes musulmans et de la Méditerranée, Ed. Edisud, 1989. (nISSM)
- Thierry Zarcone, La Turquie : De l'Empire ottoman à la République d'Atatürk, éditions Gallimard,  (ISBN 2070306585).